# Philip Fleming

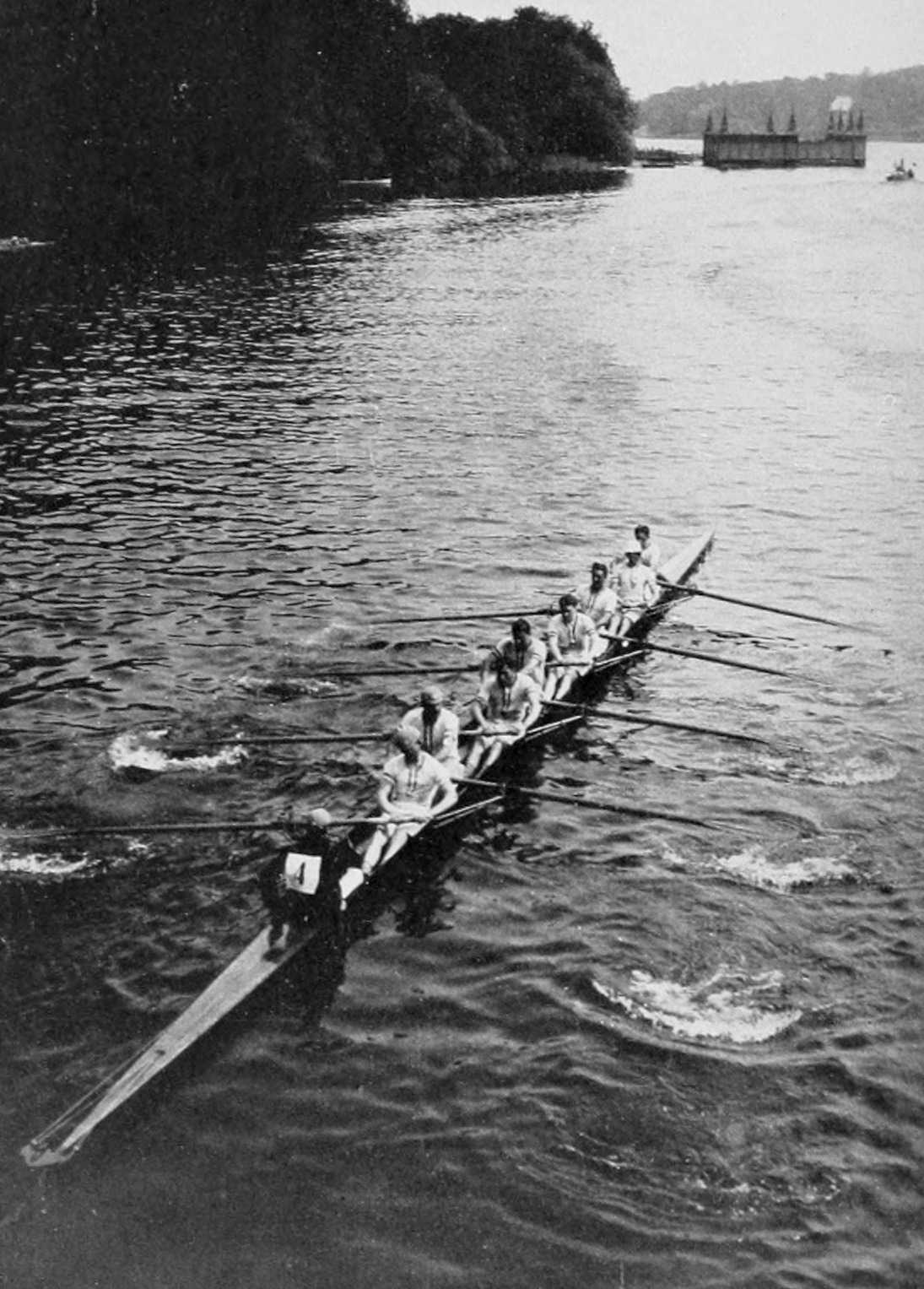
Der Achter des Leander Club 1912, Philip Fleming als Schlagmann vorn im Boot hinter dem Steuermann

Philip Fleming (* 15. August 1889 in Newport-on-Tay; † 13. Oktober 1971 in Woodstock, Oxfordshire) war ein britischer Ruderer. 
Fleming besuchte das Eton College und studierte danach am Magdalene College der Oxford University. 1910 gewann er mit dem Achter der Oxford University das Boat Race. Bei den Olympischen Spielen 1912 in Stockholm gewann er mit der Crew des Leander Club den Wettbewerb im Achter vor dem Boot des New College in Oxford.
Im Ersten Weltkrieg gehörte er zu den Queen's Own Oxfordshire Hussars. Später war er Gründer und Direktor einer Handelsbank. Daneben engagierte er sich kommunalpolitisch. 
Fleming war Sohn des Bankiers Robert Fleming. Er heiratete die Tochter des Seglers Philip Hunloke, der bei den Olympischen Spielen 1908 eine Bronzemedaille in der 8-Meter-Klasse gewonnen hatte. Philip Flemings Bruder Valentine war Mitglied des Parlaments und fiel im Ersten Weltkrieg. Philip Fleming war damit Onkel der Schriftsteller Peter und Ian Fleming.